# زندان صیدنایا

«زندانبان‌ها پسرعمویم را که خیلی دوستش داشتم، مجبور کردند مرا شکنجه کند و مرا نیز مجبور کردند که او را شکنجه کنم. اگر این کار را نمی‌کردیم هر دو اعدام می‌شدیم.»
عمر الشغری، یکی از مخالفان سیاسی رژیم اسد که از این زندان جان سالم به‌در برده است.

زندان صیدنایا نام زندانی بدنام در شمال دمشق، سوریه بود که توسط دولت جمهوری عربی سوریه اداره می‌شد. این زندان نظامی و اردوگاه مرگ به «کشتارگاه انسانی» (المسلخ البشری) نیز معروف بود. از این زندان برای نگهداری هزاران زندانی از جمله زندانیان غیرنظامی، شورشیان ضد دولتی و زندانیان سیاسی استفاده می‌شد. بیش از ۳۰٬۰۰۰ مورد اعدام در زندان ثبت شده است؛ امّا گمان می‌رود شمار اعدام‌شدگان بسیار بیشتر باشد.
معمولاً زندانیان پیش از انتقال به زندان صیدنایا، ماه‌ها یا حتی سال‌ها در سایر مراکز بازداشت نگهداری می‌شدند. این رویه تا قبل از بحران ۲۰۱۱ مرسوم نبود و از آن پس آغاز شد. روشی که برای انتقال زندانیان به این زندان استفاده می‌شد، در سطح جهانی و به‌ویژه توسط سازمان عفو بین‌الملل مورد انتقاد قرار گرفته است. این انتقال‌ها معمولاً پس از برگزاری دادگاه‌های ناعادلانه در یک دادگاه نظامی مخفی انجام می‌شود. در مصاحبه‌های عفو بین‌الملل، زندانیان، این دادگاه‌ها را نمایشی توصیف کردند که فقط یک تا سه دقیقه طول می‌کشید. برخی از زندانیان به دروغ مطلع می‌شدند که به یک زندان غیرنظامی منتقل خواهند شد؛ در حالی که در واقع آن‌ها را برای اعدام می‌بردند. برخی دیگر حتی هرگز قاضی را نمی‌دیدند.
بر اساس اظهارات معاون وزیر امور خارجه ایالات متحده در خاورمیانه، روزانه بیش از ۵۰ زندانی با حلق‌آویز شدن به صورت دسته‌جمعی در این زندان به قتل رسیده‌اند. همچنین به گفتهٔ این مقام اگرچه بسیاری از قساوت‌های رژیم به خوبی به ثبت رسیده‌اند، ما اعتقاد داریم ساختمان کورهٔ آدم‌سوزی نشانه‌ای برای لاپوشانی حجم قتل‌های دسته‌جمعی در زندان صیدنایا صورت گرفته است.

## تاریخچه
زندان صیدنایا در ۳۰ کیلومتری شمال دمشق در استان ریف دمشق واقع شده است. این زندان در زمان رژیم اسد تحت نظارت وزیر دفاع سوریه و توسط پلیس نظامی سوریه اداره می‌شد. نخستین اقدام‌ها برای ساخت این زندان از سال ۱۹۷۸ آغاز شد. در آن زمان دولت سوریه زمین‌هایی را از مالکان محلی مصادره کرد و برای ساخت زندان به وزارت دفاع اختصاص داد. عملیات اجرایی ساخت زندان در سال ۱۹۸۱ آغاز شد و در سال ۱۹۸۶ به پایان رسید. نخستین زندانیان در سال ۱۹۸۷ وارد این زندان شدند.
زندانیان صیدنایا دارای گرایش‌های سیاسی و ایدئولوژیک مختلفی بودند. این زندان شامل زندانیانی از گروه اخوان‌المسلمین، حزب‌التحریر اسلامی و جنبش توحید طرابلس بود. همچنین در این زندان، زندانیانی از گروه‌های مختلف لبنانی که هوادار رژیم سوریه نبودند، فلسطینی‌هایی که رابطهٔ خوبی با مخالفان دولت سوریه داشتند، فراریان از درگیری‌های اردوگاه پناهندگان نهر البارد، زندانیان کمونیست، زندانیانی از احزاب مختلف کرد و برخی از نظامیان سوری نگهداری می‌شدند. همچنین پس از سقوط رژیم صدام حسین در سال ۲۰۰۳ و شروع جنگ در عراق، این زندان پذیرای شمار زیادی از اعضای گروه‌های جهادی و القاعده شد که از عراق بازگشته بودند؛ به‌طوری‌که به دلیل تعداد بسیار زیاد آنان، کم‌کم این زندان به «زندان جهادی‌ها» تبدیل شد.

## ساختمان
طرح و ساختار درونی زندان صیدنایا همواره به شدت محرمانه نگه داشته می‌شد و هیچ تصویری از درون آن دیده نشده بود. جزئیات مربوط به نقشهٔ زندان تنها از طریق مصاحبه با نگهبانان و زندانیان پیشین به دست آمده است.
این زندان به مساحت کل ۱٫۴ کیلومتر مربع از دو ساختمان تشکیل شده و بین ۱۰٬۰۰۰ تا ۲۰٬۰۰۰ زندانی را در خود جای می‌دهد. این زندان از دو بخش تشکیل شده بود. بخش اوّل که به نام «ساختمان سرخ» شناخته می‌شد، به شکل Y با سه راهروی مستقیم، مختص زندانیان سیاسی و غیرنظامی بود. بخش دیگر که با نام «ساختمان سفید» شناخته می‌شد، به صورت یک مجتمع L شکل و مختص زندانیان نظامی و سربازان مظنون به خیانت بود.
اتاق اعدام با ۲۰ طناب دار زیر ساختمان سفید قرار داشت و زندانیان با چشم‌بند به این اتاق برده می‌شدند. فهرست زندانیان ساختمان قرمز که قرار بود اعدام شوند، در وقت ناهار به ساختمان سفید می‌رسید. سپس این زندانیان را بین نیمه‌شب و ساعت ۳ بامداد به سلولی زیرزمینی می‌بردند که گاهی تا ۱۰۰ نفر در آن جای داده می‌شدند و در آنجا به شدت مورد ضرب‌وشتم و شکنجه قرار می‌گرفتند. زندانیان با چشم‌بند از پله‌ها به اتاق اعدام در بخش جنوب شرقی ساختمان سفید هدایت می‌شدند. سپس آن‌ها به سکویی یک متری با ۱۰ طناب دار منتقل و اعدام می‌شدند.

## امنیت
این زندان یکی از محافظت شده‌ترین مکان‌ها در دوران سوریه بعثی بود. گروه ۲۰۰ نفره از سربازان مسئول گشت‌زنی در بیرون از زندان و ۲۵۰ نفر دیگر متشکل از پلیس نظامی و اطلاعات نظامی مسئول امنیت داخلی آن بودند. برای دفاع از زندان، از سربازان تیپ ۲۱ لشکر سوم ارتش سوریه استفاده می‌شد که به وفاداری شدید به اسد معروف بودند. فرماندهی این سربازان بر عهده افسرانی از اقلیت علوی سوریه بود. در کنار دیواره داخلی زندان، یک ردیف مین ضدتانک در اطراف زندان و سپس یک ردیف از مین‌های ضدنفر در مرکز مجموعه قرار داشت.

## جنگ داخلی سوریه
با آغاز جنگ داخلی سوریه ساختمان سفید از زندانیان قبلی تخلیه و برای نگهداری بازداشت‌شدگان اعتراضات آماده شد. این زندان به زندان اصلی سوریه تبدیل شد. این زندان به نمادی از سرکوب رژیم اسد تبدیل شد. در سال ۲۰۱۲ دیده‌بان حقوق بشر وجود ۲۷ مرکز بازداشت مشابه را در سراسر سوریه از جمله در دمشق، مستند کرد. مقیاس شکنجه و مرگ‌ومیر در این بازداشتگاه‌ها توسط سزار، عکاس قانونی و پزشکی قانونی پلیس نظامی افشا شد. تصاویر او به یکی از مهم‌ترین اسناد نقض حقوق بشر در سوریه تبدیل شدند. بر اساس گزارش شبکه حقوق بشر سوریه بیش از ۱۳۶٬۶۱۴ نفر از جمله ۳٬۶۹۸ کودک و ۸٬۵۰۴ زن بین مارس ۲۰۱۱ تا دسامبر ۲۰۲۴ در زندان‌های سوریه بازداشت شدند.

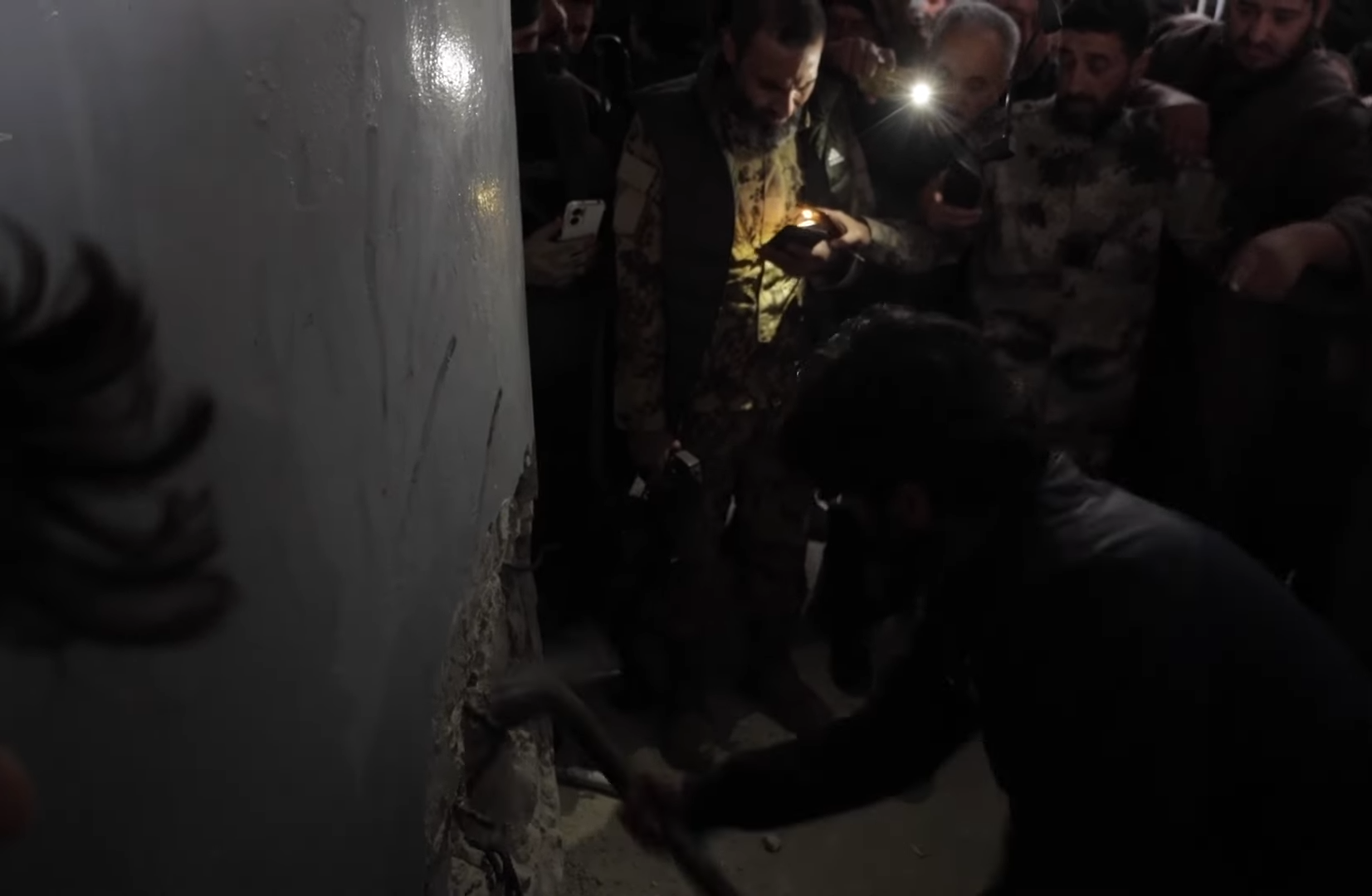
مردی دیواره بتنی را می‌شکافد تا سلول‌های مخفی را پیدا کند.

## قتل و شکنجه
زندان صیدنایا به دلیل شکنجه، ضرب و شتم شدید، تجاوز جنسی، محرومیت از غذا و دارو، و اعدام‌های دسته‌جمعی به عنوان بدنام‌ترین زندان شبکه زندان‌های رژیم اسد شناخته می‌شد. شکنجه و قتل رویه‌ای معمول در زندان صیدنایا بود. یکی از زندانیان سابق صیدنایا به نام عبدو از اتاق‌های نمک پرده برداشته است که به عنوان سردخانهٔ اجساد استفاده می‌شدند. او روایت می‌کند که اجساد در نمک دفن می‌شدند تا از تجزیه جلوگیری شود. این زندان با شرایط غیرانسانی خود با اردوگاه آشویتس نازی‌ها مقایسه شده است. برخی زندانیان از شکنجه‌های سیستماتیک، اعدام‌های فجیع و شرایط سخت حبس سخن گفته‌اند. همچنین طبق ادعای خبرنگار الجزیره، برخی زندانیان قدیمی صیدنایا آن‌قدر از دنیا دور بوده‌اند که اصلاً نمی‌دانسته‌اند بشار اسد کیست و گمان می‌کردند هنوز حافظ اسد بر سر کار است. آن‌ها نمی‌دانستند در سوریه انقلاب شده و فکر می‌کردند صدام حسین به سوریه حمله کرده است.
به گزارش عفو بین‌الملل یک زندانی سابق که به دلیل شرکت در یک اعتراض صلح‌جویانه و بدون خشونت بازداشت شده بود، اعلام کرد که زندانیان این زندان به انتخاب میان کشتن خود یا دوستان نزدیک‌شان مجبور می‌شدند. این زندانی سابق همچنین بیان داشت، در اوّلین زندانی که بوده است، زندانبانان آن‌ها را مجبور به آدم‌خواری کرده‌اند. این در حالی است که وی این زندان را در مقابل زندان صیدنایا به «بهشت» تشبیه کرده بود. به گفتهٔ این زندانی سابق، در واقع زندان دیگر که با نام شعبه ۲۱۵ از آن نام برده شده، با هدف بازجویی (به همراه شکنجه) مورد استفاده قرار می‌گرفت و زندانیان، پس از پایان مراحل بازجویی برای مرگ به صیدنایا انتقال داده می‌شدند.

## اعدام‌ها
بر اساس برآورد دیدبان حقوق بشر سوریه تا ژانویه ۲۰۲۱ حدود ۳۰٬۰۰۰ زندانی در این زندان توسط رژیم اسد زیر شکنجه، بدرفتاری و اعدام‌های دسته‌جمعی کشته شدند. همچنین عفو بین‌الملل در فوریه ۲۰۱۷ گزارش داد که بین سپتامبر ۲۰۱۱ تا دسامبر ۲۰۱۵ بین ۵٬۰۰۰ تا ۱۳٬۰۰۰ نفر در صیدنایا به‌طور غیرقانونی اعدام شده‌اند.

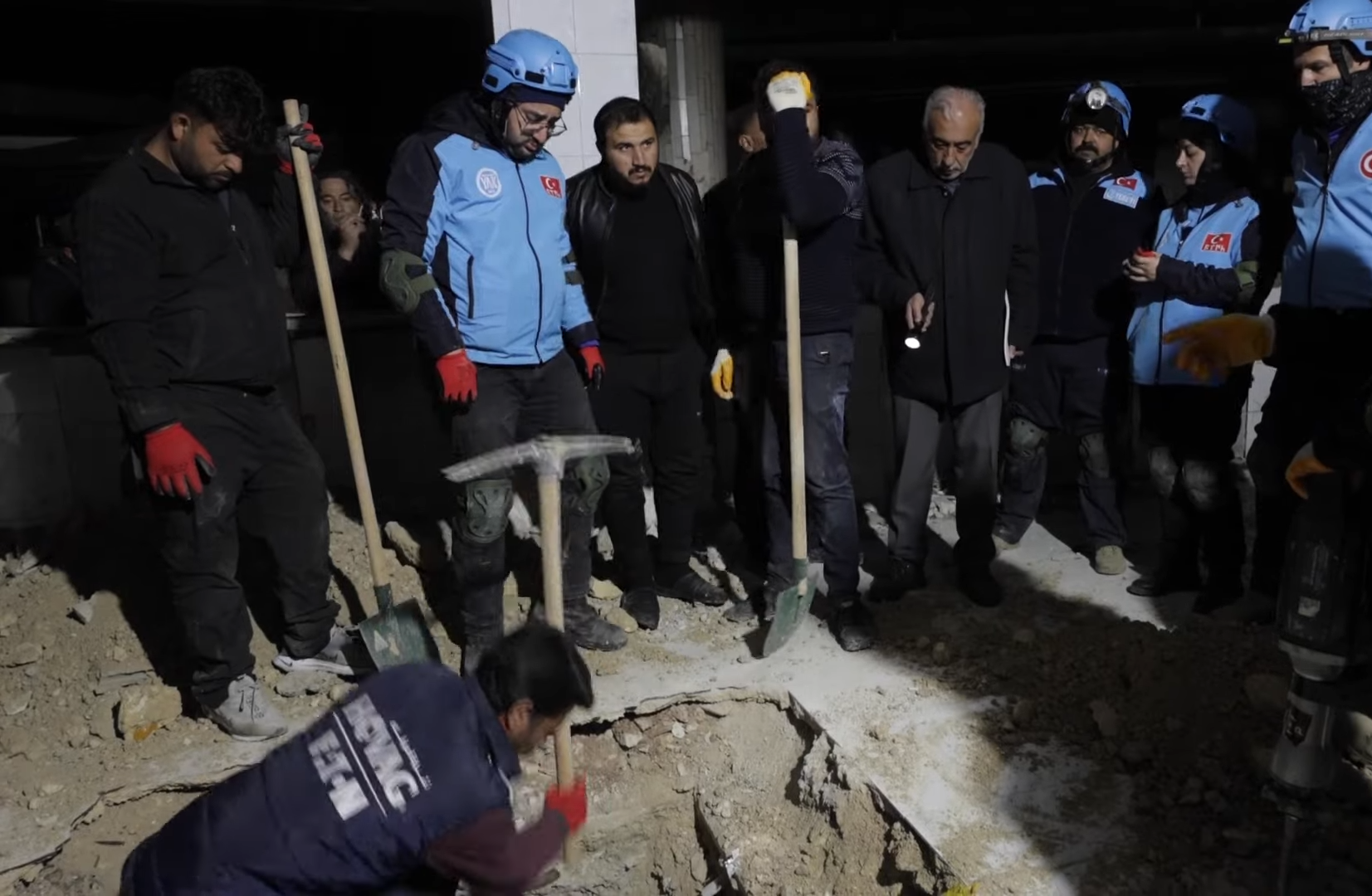
گروه امداد و نجات ترکیه کف بتنی زندان را می‌کَنَد تا افراد زنده مدفون شده در سلول‌های را هر چه زودتر نجات دهد.

## آزادسازی
در ۸ دسامبر ۲۰۲۴ نیروهای مخالف دولت سوریه کنترل زندان صیدنایا را به دست گرفتند. مخالفان مسلح که در حال پیشروی به سمت دمشق بودند، توانستند زندان را تصرف کنند. مدیریت زندان پس از مذاکره با نیروهای شورشی موافقت کرد که در ازای تضمین خروج امن خود، زندان را تسلیم آنان کند. پس از تصرف زندان، زندانیان بسیاری آزاد شدند.
پس از سقوط رژیم بشار اسد و ورود معارضان سوری به این زندان، دستگاه پرسی نیز کشف شد که به نظر می‌رسد از این دستگاه با دو صفحهٔ مسطح برای کشتن یا شکنجهٔ زندانیان استفاده می‌شده است. برخی رسانه‌های عربی هم گزارش کرده‌اند که اجساد زندانیان با این دستگاه مثل کاغذ صاف و ناپدید می‌شده است. همچنین اسکای نیوز عربی از کشف ده‌ها جسد توسط نیروهای امداد و نجات در این زندان خبر داد. برخی از اجساد سوخته، متلاشی‌شده یا تکه‌تکه شده بودند و سر برخی از آنان نیز قطع شده بود.

## اتهام کورهٔ آدم‌سوزی
در ۱۵ مه ۲۰۱۷ وزارت امور خارجه ایالات متحده آمریکا حکومت سوریه را به اعدام‌های وسیع در زندان و سوزاندن اجساد در کوره‌های آدم‌سوزی در زندان صیدنایا برای پنهان کردن اجساد اعدامیان متهم کرد. وزارت امور خارجه تصاویر هوایی از یک ماهواره تجاری را ارائه داد که در آن ساختمانی در زندان نشان داده می‌شد که به مرده‌سوزخانه تغییر کاربری داده بود. این تصاویر که در یک دورهٔ چند ساله از ابتدای سال ۲۰۱۳ گرفته شده بود، وجود مرده‌سوزخانه را تأیید نمی‌کرد. اما ساختمانی را با چنین استفاده‌های همسانی نشان می‌داد. شواهد موجود در تصاویر نشان می‌داد که همه ساختمان‌های این زندان به‌جز یک ساختمان کاملاً پوشیده از برف بوده‌اند، که نشان‌دهندهٔ یک منبع قابل‌توجه گرمای داخلی به همراه یک دودکش تخلیه شبیه به دیوار آتشین یا دریچهٔ مکش هوا در این ساختمان بود.

## زندانیان سرشناس
افراد زیادی در زندان صیدنایا زندانی بوده‌اند؛ برخی از سرشناس‌ترین این افراد عبارت بودند از:
- زهران علوش، فرمانده سابق گروه جیش‌الاسلام
- حسان عبود، مؤسس و رهبر سابق گروه احرارالشام
- ابویحیی الحموی، رهبر سابق گروه احرارالشام
- ابوجابر الشیخ، فرمانده ارشد گروه تحریرالشام
- احمد ابوعیسی، فرمانده گروه صقورالشام
- ابومحمد العدنانی، سخنگوی سابق گروه دولت اسلامی
- ابولقمان، والی سابق استان رقه در گروه دولت اسلامی
- هیثم المالح، وکیل و فعال حقوق بشر سوری
- جهاد قصاب، بازیکن سابق فوتبال که در ۳۰ سپتامبر ۲۰۱۶ اعدام شد.
- حسن صوفان، رهبر سابق گروه احرارالشام از سال ۲۰۱۷ تا ۲۰۱۸
- عمر الشغری، فعال حقوق بشر سوری
- مازن الحماده، فعال حقوق بشر سوری که از سال ۲۰۲۰ ناپدید شده بود؛ امّا درنهایت، جسد او در حالی که به شدت شکنجه شده بود، در ۹ دسامبر ۲۰۲۴ در زندان صیدنایا کشف شد.
- رغید الططری، خلبان سابق سوری که به دلیل خودداری از بمباران شهر حماه، ۴۳ سال را در زندان گذراند؛ امّا درنهایت، در ۸ دسامبر ۲۰۲۴ از زندان آزاد شد. وی مدّتی در زندان صیدنایا زندانی بود.